# Онсет (Масачусетс)
Онсет (енгл. Onset) насељено је место без административног статуса у америчкој савезној држави Масачусетс.

## Демографија
По попису из 2010. године број становника је 1.573, што је 281 (21,7%) становника више него 2000. године.
| Група             | 2000.       | 2010.         |
| Белци             | 959 (74,2%) | 1.092 (69,4%) |
| Афроамериканци    | 100 (7,7%)  | 156 (9,9%)    |
| Азијати           | 16 (1,2%)   | 16 (1,0%)     |
| Хиспаноамериканци | 23 (1,8%)   | 38 (2,4%)     |
| Укупно            | 1.292       | 1.573         |